# Subprefectura de Vila Mariana
La subprefectura de Vila Mariana es una de las 32 subprefecturas de la ciudad de São Paulo, siendo regida por la Ley Nº 13,999 del 1 de agosto del 2002.
Está conformada por cuatro distritos: Vila Mariana, Saúde y Moema que sumados representan un área de 26.5 kilómetros cuadrados y una población de 295 719 habitantes.